# Kostrzewa nibyowcza
Kostrzewa nibyowcza (Festuca pulchra Schur) – gatunek roślin z rodziny wiechlinowatych (Poaceae). Występuje w środkowej i wschodniej Europie oraz w strefie umiarkowanej w Azji; na obszarze od Niemiec po Chiny. Rośnie także w Polsce (na liście gatunków flory polskiej pod nazwą F. pseudovina).